# Slag bij Syllaeum
De Slag bij Syllaeum op 25 juni 677 was een zeeslag die een onderdeel vormde van de Belegering van Byzantium in 672-678, die op zijn beurt een onderdeel was van de Byzantijns-Arabische oorlogen. De slag vond plaats ter hoogte van Syllaeum, het hedendaagse Sillyon in de Turkse provincie Antalya. In deze slag probeerden Arabische strijdkrachten het Byzantijnse rijk vanaf de zee op de knieën te krijgen. Dit is een van de eerste zeeslagen waarbij de Byzantijnen Grieks vuur gebruikten.